# Capelo (Horta)
Capelo é uma freguesia portuguesa do município da Horta, na Ilha do Faial, Região Autónoma dos Açores, com 25,93 km² de área e 528 habitantes (censo de 2021). A sua densidade populacional é 20,4 hab./km².
A freguesia de Capelo agrupa os lugares do Canto, Capelo, Areeiro, Ribeira do Cabo, Varadouro e Norte Pequeno. A freguesia contava com 400 eleitores inscritos aquando das eleições autárquicas de 2005.

## Demografia
A população registada nos censos foi:

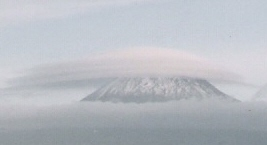
Fenómeno "Capelo" - observado na Ilha do Pico.

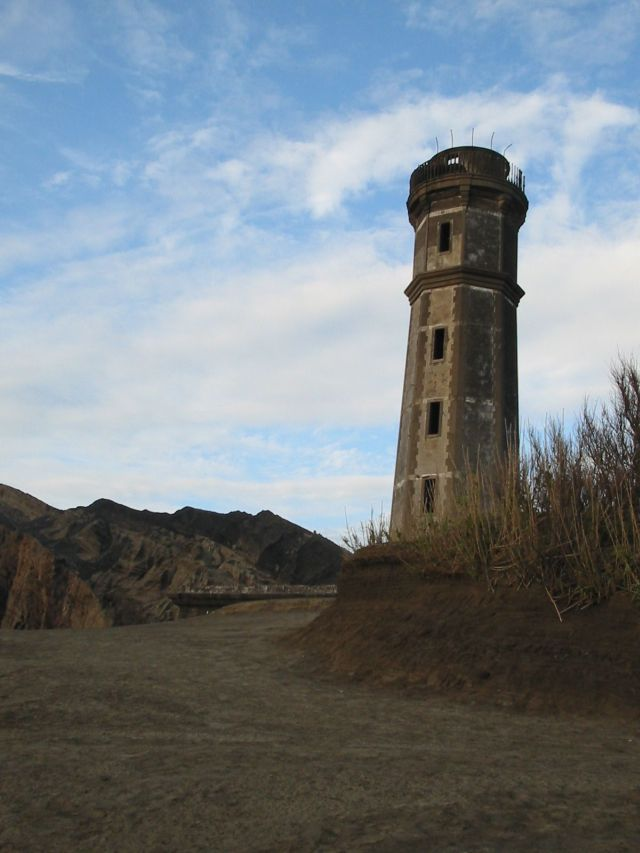
Antigo Farol dos Capelinhos.

| Distribuição da População por Grupos Etários | Distribuição da População por Grupos Etários | Distribuição da População por Grupos Etários | Distribuição da População por Grupos Etários | Distribuição da População por Grupos Etários |
| -------------------------------------------- | -------------------------------------------- | -------------------------------------------- | -------------------------------------------- | -------------------------------------------- |
| Ano                                          | 0-14 Anos                                    | 15-24 Anos                                   | 25-64 Anos                                   | > 65 Anos                                    |
| 2001                                         | 90                                           | 67                                           | 241                                          | 95                                           |
| 2011                                         | 90                                           | 56                                           | 280                                          | 60                                           |
| 2021                                         | 68                                           | 58                                           | 298                                          | 104                                          |

## História, Monumentos e Museus
O nome Capelo está relacionado com o próprio significado da palavra. Deriva o seu nome por se encontrar ordinariamente o cimo das montanhas coberto de nuvens, formando uma espécie de capelo ou capuz. O Vulcão dos Capelinhos e o seu antigo Farol, são o ex-libris por excelência da freguesia.
Segundo as evidências, o Capelo terá sido elevado a freguesia no início de 1600, por desanexação da freguesia da Praia do Norte. Segundo frei Diogo das Chagas, em 1643, a freguesia tinha 160 habitantes distribuídos por 44 fogos. ("Espelho Cristalino", pág. 478)
Foi praticamente destruída em 1672, na erupção do Cabeço do Fogo. A crise sísmica associada à erupção vulcânica e a queda de cinzas e materiais de projeção, provocaram a destruição generalizada das habitações e campos agrícolas das freguesias do Capelo e da Praia do Norte. Entre 1673 e 1845, a Praia do Norte é integrada na freguesia do Capelo.
A Igreja de Santa Ana é construída pela ação benemérita do Capitão-mor do Faial, Jorge Goulart Pimentel. Possuí uma imagem de Santa Ana do princípio do século XX. Veio substituir a anterior igreja paroquial destruída em 1672, de invocação a Nossa Senhora da Esperança. Merece ainda referência a Escola de Artesanato do Capelo e o Parque Florestal do Capelo.
No sítio do Norte Pequeno, situa-se  a Igreja de Nossa Senhora da Esperança cuja padroeira, é a imagem religiosa mais antiga da freguesia e a primitiva padroeira da freguesia do Capelo.
O Varadouro, antigo cais piscatório, é hoje um local por excelência para veraneio e estação balnear. Possui um microclima muito agradável, voltada para a Baía da Ribeira do Cabo. Quando chove abundantemente, das suas arribas caem a pique 7 ribeiras em cascata. A Ermida do Varadouro é fundada em 1720, pelo Padre Manuel Pereira Cardoso, sob a invocação de N. Sra. do Carmo. Em testamento de 1725, impôs aos seus herdeiros a obrigação de mandar celebrar nela perpetuamente, uma festa com missa cantada ao SS.º Sacramento, a N. Sra. do Carmo e a Santo António, no primeiro domingo de Outubro. O edifício das Termas do Varadouro, da autoria do arquiteto Read Teixeira, foi  inaugurado a 1 de Agosto de 1954. As Termas encontram-se em fase de recuperação e de reabilitação, cujas águas sulfurosas descobertas em 1868 são recomendadas para tratamento de doenças de pele e reumáticas. Foram consideradas sem rival nos Açores e uma das melhores de Portugal.
Seguindo a Estrada do Vale Formoso, com cerca de 6 km de extensão, pode observar-se diversos miradouros e conhecer em pormenor a paisagem costeira recheada de urzes, faias-da-ilhas, pau-branco e incenso. Junto ao Vulcão dos Capelinhos, na antiga estação baleeira do Cais Comprido e seu areal, pretende-se transformar numa estação balnear. No Canto do Capelo, é inaugurado em 24 de março de 1964, o Museu Geológico do Vulcão.
As obras de construção do Farol dos Capelinhos tiveram início no dia 1 de Abril de 1894 e foi inaugurado a 1 de Agosto de 1903. Deixou de operar em 29 de Novembro de 1957, em virtude da erupção vulcânica. O farol é composto por um corpo rectangular, de dois pisos, (um dos quais soterrado) e uma torre central octogonal. É construído em alvenaria de pedra rebocada (outrora pintada), excepto as molduras dos vãos, os cunhais e a cornija, que são em cantaria à vista. Serviu de guia ao longo dos tempos a inúmeros barcos.
A erupção dos Capelinhos, inicialmente aterradora, que alterou completamente a paisagem e criando uma imponente beleza insólita e de grande interesse geológico e biológico. (Vulcão dos Capelinhos - Retrospectiva, Victor Hugo Forjaz, Vol. I, 1.ª edição, Observatório Vulcanológico e Geotérmico dos Açores, Ponta Delgada, 1997) A Associação dos Amigos do Farol dos Capelinhos batalhou ao longo dos anos pela sua recuperação como um miradouro e pela instalação de um Centro Interpretativo do Vulcão.

## Tradições, Festas e Curiosidades
Os seus cabeços têm assinalados vários percursos pedestres para conhecer as suas particularidades. Sugere-se que na visita à freguesia, contemple o alinhamento do complexo vulcânico do Capelo que termina nos Capelinhos, a partir do ponto mais alto da ilha, o Cabeço Gordo (1 042 metros). A partir dos Parque Florestal do Capelo, poderá ainda fazer a subida do trilho pedestre do Cabeço do Fogo (571 metros), bem como do trilho pedestre do Cabeço Verde (488 metros) e do Cabeço do Canto (346 metros), descobrindo a Furna Ruim e a Fonte dos Namorados.
Aconselha-se também a visita à Canada das Adegas no lugar do Norte Pequeno, onde se pode encontrar uma das poucas zonas de cultivo de vinha da Ilha do Faial.
Registra-se o melhoramento recente da sua rede rodoviária e a aposta feita no desenvolvimento do Turismo de veraneio, turismo rural, eco-turismo e geo-turismo, bem como na reabilitação das Termas do Varadouro, uma vez que o seu funcionamento ficou comprometido com o Sismo de 1998.
Para além das festas do culto do Divino Espírito Santo, destaca-se as Festas do Varadouro (no 1.º domingo de Outubro).

## Património
- Cabeço do Canto
- Cabeço da Fonte
- Chalet do Conselheiro Terra Pinheiro (atual Escola de Artesanato).